# Tortula brebissonii
Tortula brebissonii là một loài rêu trong họ Pottiaceae. Loài này được (Brid.) Fior.-Mazz. mô tả khoa học đầu tiên năm 1841.